# Crites prestoni
Crites prestoni är en insektsart som beskrevs av Rehn, J.A.G. 1942. Crites prestoni ingår i släktet Crites och familjen Tristiridae. Inga underarter finns listade i Catalogue of Life.